# 日本仙鱼
日本仙鱼（学名：Aulopus japonicus）为仙女鱼科仙女鱼属的鱼类。分布于朝鲜、日本、台湾岛以及东海等海域。该物种的模式产地在日本横滨。